# Walt Disney's Parade of Dreams
Walt Disney's Parade of Dreams est une parade lancée le 5 mai 2005 en tant d'élément du Happiest Homecoming on Earth, célébrant le 50e anniversaire de Disneyland en Californie. 
En 2006, la parade a été annoncée comme devant être présentée durant 5 années au Disneyland Resort. Elle a été présentée jusqu'au 11 novembre 2008 et remplacée par Celebrate! a Street Party.

## Les chars

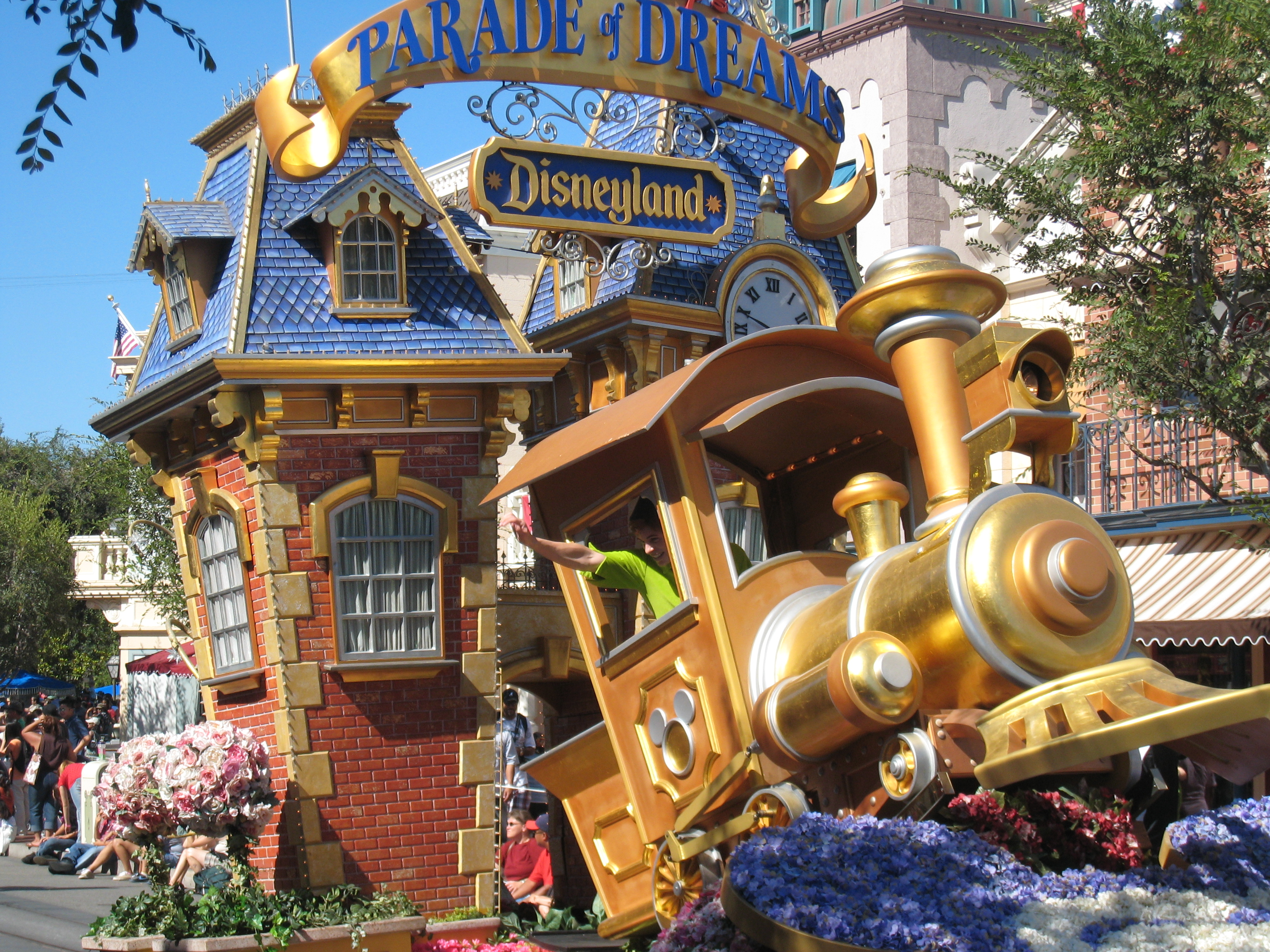
Premier char de la Parade of Dreams.

- Le train enchanté ; Peter Pan, juché dans un train doré avec la Fée Clochette avec derrière un décor représentant la gare de Main Street. Plusieurs personnages dansent autour du train : La marraine de Cendrillon, la fée bleue de Pinocchio, les trois fées-marraines de la Belle au bois dormant (Flora, Pâquerette et Pimprenelle), Merlin (occasionnel).
- La salle de bal de la Belle et la Bête ; avec Belle, la Bête et Lumière (un audio-animatronic). Autour se retrouvent Mme Samovar, Zip et Big Ben ainsi que des danseurs habillés en cuillère, fourchette, couteau, fourche, assiette, salière et poivrière.
- La boutique de Geppetto ; avec un Geppetto géant manipulant Pinocchio et une autre poupée tandis que les personnages du film dansent autour.
- Les fonds sous-marins (2 chars)
  - Le premier avec la Petite Sirène assise dans une coquillage géant, la musique Part of Your World en fond sonore, Sébastien et Polochon en audio-animatronic. Le char est précédé de danseurs habillé en tenue stylisée d'eau, de perle bleu et blanche et des crevettes multicolores.
  - Le second avec une poupée géante d'Ursula préparant des potions dans un chaudron, entonnant Poor Unfortunate Souls et assistée de ses deux murènes. Autour du char se trouvent des danseurs en tenue de perles noires et des crevettes sombres.
- La fête d'Alice ; les personnages d'Alice au pays des merveilles sont installés sur un trampoline géant. On y retrouve le Chapelier Fou, le Lièvre de Mars (occasionnel) et Alice. À l'arrière du char un audio-animatronic géant de la Chenille est surmonté du Chat du Cheshire sur son arbre. Les autres personnages tournent autour du char : La Reine de Cœur, le Lapin Blanc, Tweedle Dee  (occasionnel), Tweedle Dum (occasionnel), des cartes, le Morse (occasionnel) et des danseurs en roses.
- Le rocher des lions ; Simba, Zazou, Timon, Pumbaa et Nala sont installés au pied du rocher des lions tandis que des animaux dansent autour du char : zèbre, girafe, antilope, chimpanzé et parfois des rhinocéros.
- Le char royal ; Mickey et Minnie sont le roi et la reine du château de la Belle au bois dormant aux côtés des personnages royaux de Disney : la princesse Aurore et le prince Philipp, Blanche-Neige et son prince charmant, Cendrillon. Autour du char on retrouve Tic et Tac, Dingo, Donald, et les sept nains.
- Derrière ce dernier char, une famille choisie au début de la parade ferme la marche. Elle est accompagnée des personnages de Winnie l'ourson, de Mary Poppins et d'Aladdin ainsi que de la Grand Marshall Pre-Parade Cavalcade composée de deux porte-drapeaux, six danseurs et deux enrouleurs de cordes.

## Disneyland
- Première représentation : 5 mai 2005
- Dernière représentation : 11 novembre 2008
- Durée : Environ 20 min avec 3 arrêts-spectacles
- Chanson des arrêts : Welcome tiré du film Frère des ours
- Information et horaires :
  - 15h15 (It's a Small World vers Main Street)
  - 19h00 (Main Street vers It's a Small World)
  - En basse saison il y a seulement la représentation de 19h mais dans le sens It's a Small World vers Main Street
  - Les jours les plus chauds, seuls deux arrêts sont effectuées sur le tracé
- Parade précédente :
  - Disneyland's Parade of Stars (2000-2005)
- Parade suivante :
  - Celebrate! a Street Party (2009-?)

## Le Saviez-vous?
- La Walt Disney's Parade of Dreams est la dernière interprétation de Jerry Orbach, voix originale du personnage de Lumière. Il est mort en décembre 2004 quelque temps après avoir enregistré le dialogue de la parade.
- La voix du narrateur est celle de Julie Andrews.
- Chaque char comporte un hidden Mickey (Mickey caché)